# Sentier de grande randonnée 68
Le sentier de grande randonnée 68 (GR 68) est un GR décrivant une boucle d'environ 118 km autour du mont Lozère en Lozère. Il passe par les crêtes de plusieurs sommets importants des Cévennes et permet de découvrir les vallées cévenoles ainsi que leurs villages isolés. Le sentier est praticable toute l'année, mais peut se révéler périlleux l'hiver en cas de fortes chutes de neige.

## Historique
Le sentier a été créé par le baliseur Raymond Senn, dont une stèle lui rend hommage depuis 1991 sur la crête du Signal du Bougès.

## Caractéristiques techniques
D'une longueur de 118 km, le GR68 emprunte plusieurs cols et sommets au-delà de 1000 m d'altitude et donne accès à plusieurs villages, dont Florac Trois Rivières et Villefort, départ du sentier à 591 m d'altitude. L'altitude maximale est atteinte au Signal du Bougès à 1 421 m. 

## L'itinéraire du GR
- Villefort
- L'Habitarelle (Altier)
- Bergognon (Altier)
- Cubières
- Le col Santel (1 195 m)
- Saint-Jean-du-Bleymard (Le Bleymard)
- Mas-d'Orcières
- Auriac (Saint-Julien-du-Tournel)
- Les Sagnoles (Lanuéjols)
- Les Combettes (Ispagnac)
- Florac
- Le col du Sapet (1 080 m)
- Le Signal du Bougès (1 421 m)
- Le col de la Planette (1 292 m)
- Le Signal de Ventalon (1 350 m)
- Le col de la Croix-de-Berthel (1 088 m)
- L'Aubaret (Saint-Maurice-de-Ventalon)
- Gourdouse (Vialas)
- Tourevès (Génolhac, département du Gard)
- Le col de Rabuzat (1 099 m)